# Молочненська сільська рада
Моло́чненська сільська́ ра́да — адміністративно-територіальна одиниця та орган місцевого самоврядування в Сакському районі Автономної Республіки Крим. Адміністративний центр — село Молочне.

## Загальні відомості
- Населення ради: 3 886 осіб (станом на 2001 рік)

## Населені пункти
Сільській раді підпорядковані населені пункти:
- с. Молочне
- с. Абрикосівка
- с. Вітине

## Склад ради
Рада складається з 20 депутатів та голови.
- Голова ради: Кушнир Анатолі Ілліч
- Секретар ради: Зірник Світлана Вікторівна

### Керівний склад попередніх скликань
| Прізвище, ім'я, по батькові | Основні відомості                                                         | Дата обрання | Дата звільнення |
| --------------------------- | ------------------------------------------------------------------------- | ------------ | --------------- |
| Кушнир Анатолій Ілліч       | Сільський голова, 1951 року народження, безпартійний                      | 26.03.2006   | 31.10.2010      |
| Кушнир Анатолі Ілліч        | Сільський голова, 1951 року народження, освіта вища, член Партії регіонів | 31.10.2010   |                 |

Примітка: таблиця складена за даними сайту Верховної Ради України

### Депутати
За результатами місцевих виборів 2010 року депутатами ради стали:

#### За суб'єктами висування
| Суб'єкт висування | Кількість обраних депутатів | %  |
| ----------------- | --------------------------- | -- |
| Партія регіонів   | 15                          | 75 |
| Самовисування     | 5                           | 25 |

#### За округами
| № округу        | Прізвище, ім'я, по батькові        | Дата визнання обраним | Освіта             | Партійна приналежність | Відомості про обраного депутата       |
| --------------- | ---------------------------------- | --------------------- | ------------------ | ---------------------- | ------------------------------------- |
| Партія регіонів |                                    |                       |                    |                        |                                       |
| 1               | Усеїнова Зінуре Ремзіївна          | 31.10.2010            | вища               | член Партії регіонів   | КРП БРТІ, технік                      |
| 2               | Бернацька Олена Іванівна           | 14.11.2010            | середня спеціальна | член Партії регіонів   | бібліотека, завідувачка               |
| 3               | Голубева Маргарита Вікторівна      | 31.10.2010            | вища               | член Партії регіонів   | загальноосвітня школа, директор       |
| 5               | Плохіх Денис Миколайович           | 31.10.2010            | вища               | член Партії регіонів   | приватний підприємець                 |
| 6               | Верменіч Любов Сергіївна           | 31.10.2010            | середня спеціальна | член Партії регіонів   | дитячий дошкільний заклад, вихователь |
| 7               | Зірнік Світлана Вікторівна         | 14.11.2010            | вища               | член Партії регіонів   | Молочненська сільська рада, секретар  |
| 8               | Кондратенко Володимир Якович       | 31.10.2010            | вища               | член Партії регіонів   | РСП, машиніст                         |
| 9               | Громов Павло Дмитрович             | 31.10.2010            | середня            | член Партії регіонів   | приватний підприємець                 |
| 10              | Остроумова Людмила Степанівна      | 31.10.2010            | вища               | член Партії регіонів   | пансіонат, культпрацівник             |
| 14              | Березін Олександр Миколайович      | 31.10.2010            | середня            | позапартійний          | тимчасово не працює                   |
| 15              | Живанюк Наталя Григорівна          | 31.10.2010            | середня спеціальна | член Партії регіонів   | УВС, працівник                        |
| 16              | Пастовенський Юрій Броніславович   | 31.10.2010            | вища               | позапартійний          | НЦУІКС, начальник групи               |
| 17              | Пригорницький Андрій Олександрович | 31.10.2010            | вища               | член Партії регіонів   | НЦУІКС, інженер                       |
| 19              | Гаран Олег Мирославович            | 31.10.2010            | середня            | член Партії регіонів   | тимчасово не працює                   |
| 20              | Лі Віктор Миронович                | 31.10.2010            | вища               | член Партії регіонів   | приватне підприємство, директор       |
| Самовисування   |                                    |                       |                    |                        |                                       |
| 4               | Соболь Галина Олексіївна           | 31.10.2010            | вища               | позапартійна           | пенсіонер                             |
| 11              | Ібрагимов Емір Абляметович         | 31.10.2010            | середня спеціальна | позапартійний          | поштове відділення, листоноша         |
| 12              | Костіна Галина Федорівна           | 31.10.2010            | середня спеціальна | член Партії регіонів   | територіальний центр, працівник       |
| 13              | Улітін Максим Геннадійович         | 31.10.2010            | вища               | позапартійний          | приватний підприємець                 |
| 18              | Умеров Білял Бахтіярович           | 14.11.2010            | середня            | позапартійний          | приватний підприємець                 |